# Miasto Čabar
Miasto Čabar (chorw. Grad Čabar) – jednostka administracyjna w Chorwacji, w żupanii primorsko-gorskiej. W 2011 roku liczyła 3770 mieszkańców.